# John Pond
John Pond [džón pónd], angleški astronom, * 1767, London, Anglija, † 7. september 1836, Blackheath, grofija Kent, Amglija.
Pond je bil od leta 1811 do 1835 šesti angleški kraljevi astronom.
Za svoje znanstvene dosežke je Pond leta 1823 prejel Copleyjevo medaljo Kraljeve družbe iz Londona.
1. ↑  Record #116265671 // Gemeinsame Normdatei — 2012—2016.
2. 1 2  SNAC — 2010.
3. ↑  Find a Grave — 1996.